# 希斯霍尔梅讷群岛

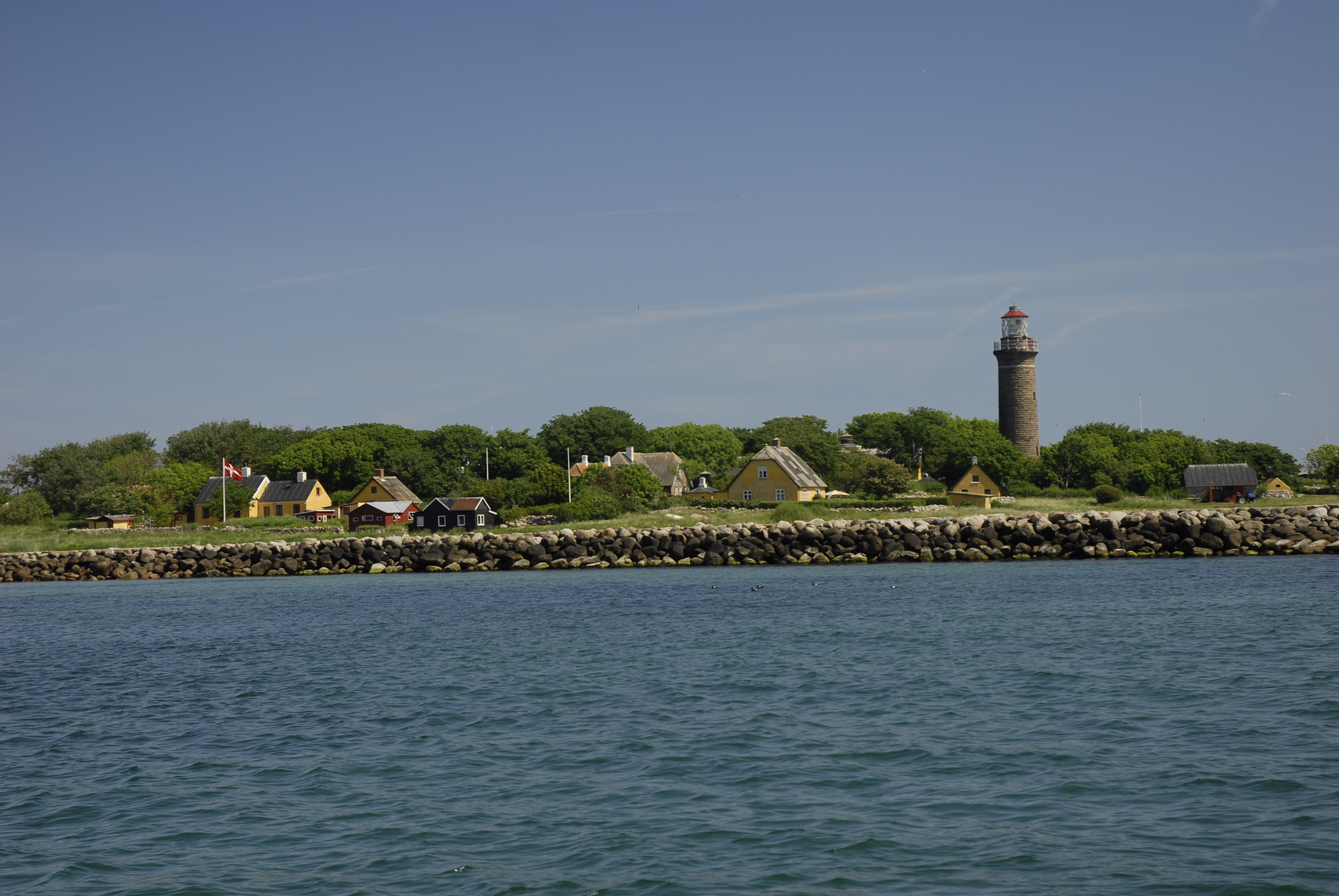

希斯霍尔梅讷群岛（丹麥語：Hirsholmene）是丹麦的一个群岛，位于卡特加特海峡中，在腓特烈港东北约7km处，由十个小岛屿组成。主要岛屿有希斯霍尔梅讷岛, Græsholm, Lilleholm, Tyvholm, Kølpen 和 Deget。由于在此地栖息的鸟类数量庞大，自1938年起希斯霍尔梅讷群岛成为丹麦的一个自然保护区。 （页面存档备份，存于）
群岛中只有希斯霍尔梅讷岛有人居住，居民是从16世纪开始定居。1886年岛上建立了一座灯塔。
丹麦作家Dines Skafte Jespersen曾将此处作为夏季的隐居地，他的其中一部自传《Himmel, hav og en ø》（天空、大海与岛屿）描述了他在岛上的生活。

## 保护状况
希斯霍尔梅讷群岛于1977年9月2日列入国际湿地公约。其编号为147，占地3,714 公顷。